# مقاطعة مكهنري (إلينوي)
مقاطعة مكهنري (بالإنجليزية: McHenry County)‏ هي إحدى المقاطعات في ولاية إلينوي في الولايات المتحدة الأمريكية.